# Francesc Surià i Burgada
Francesc Surià i Burgada   (Barcelona, 1749 - Barcelona, 1805) fou un impressor català.

## Biografia
Fill del també impressor Francesc Surià i Ginestar (1716-1783), fou membre de la societat Comunicació Literària, activa a Barcelona a finals del segle xviii, i exercí com a impressor de l'Acadèmia de Bones Lletres de Barcelona, de la Conferència Fisicomatemàtica Experimental (1765) i més tard de l'Acadèmia de Ciències Naturals i Arts de Barcelona, així com de la Junta de Comerç de Barcelona. El 1783 substituí com a impressor oficial de l'Acadèmia de Ciències Naturals i Arts de Barcelona al seu pare, que havia realitzat aquesta tasca des del 1755 fins que fou substituït pel seu propi fill. El 1788 encara hi ha indicis que el situen com a impressor en actiu.